# استبدال الركبة

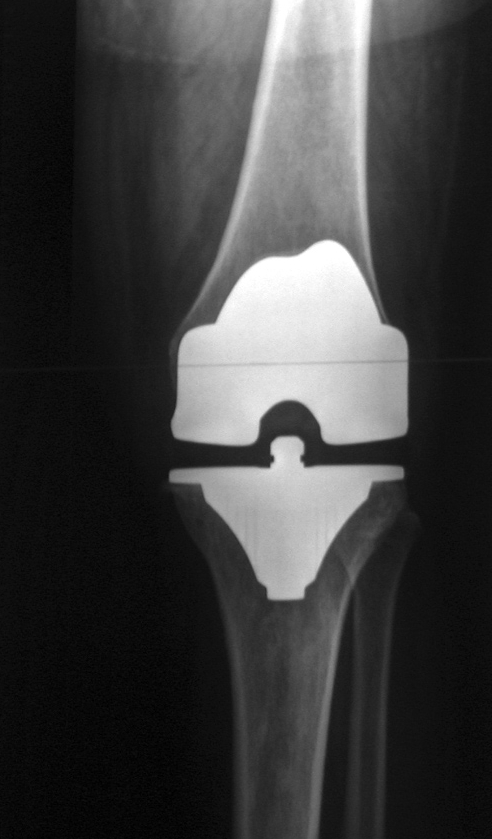
X-ray of total knee replacement, anterior-posterior (front to back) view.

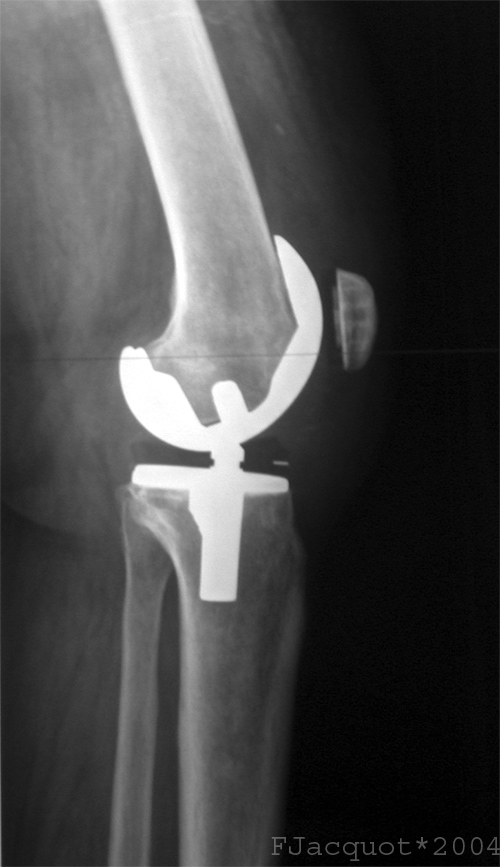
X-ray of total knee replacement, lateral (side) view.

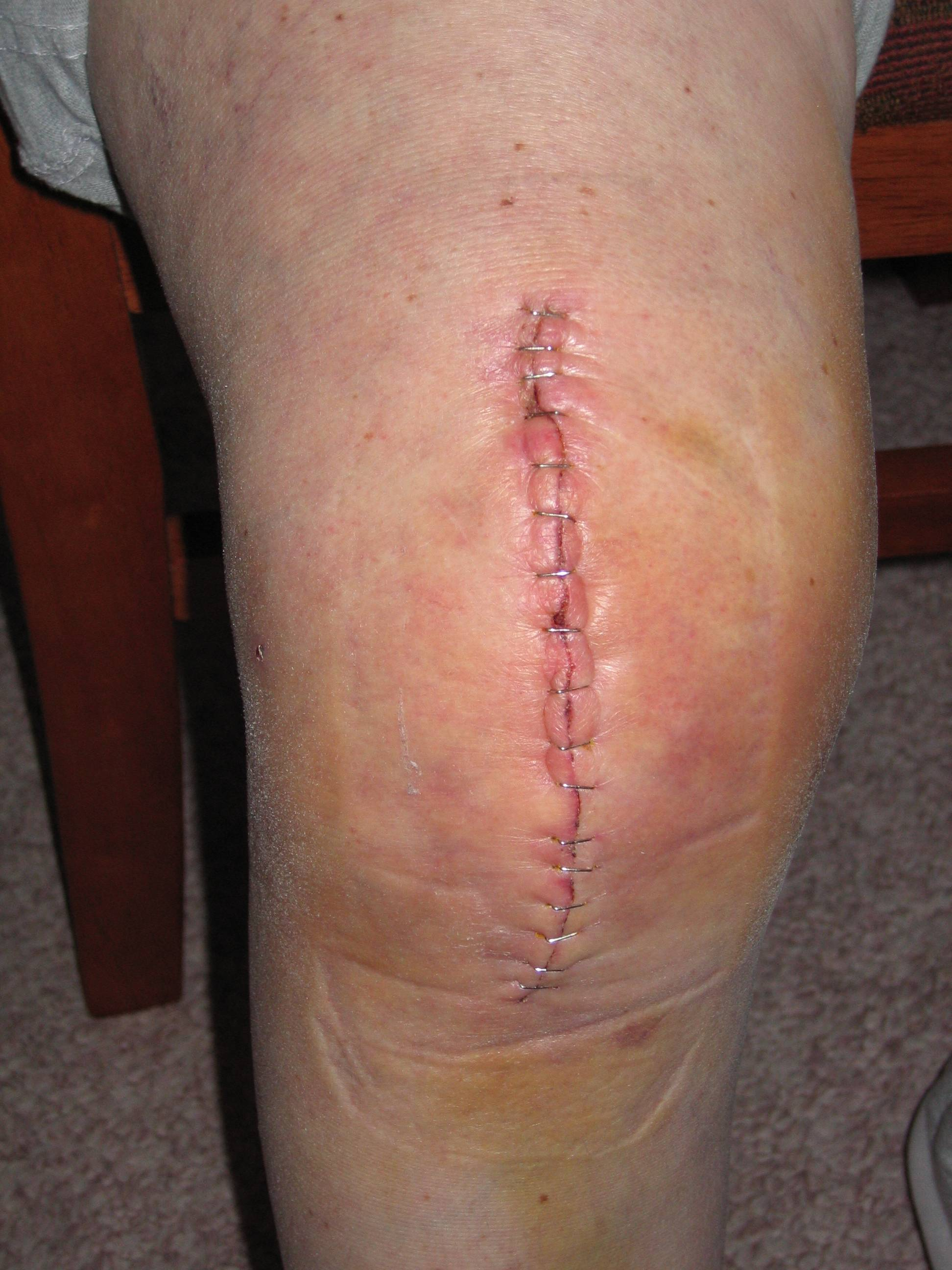
The incision for knee replacement surgery

استبدال الركبة Knee replacement، أو تقويم المفصل الركبة، هي عملية جراحية لاستبدال الأسطح التي تحمل الوزن في مفصل الركبة لعلاج الألم وعدم القدرة على الحركة. يشيع إجرائها للمصابين بهشاشة العظام، وكذلك لمن يعانون من أمراض الركبة مثل التهاب المفاصل الرثياني والتهاب المفاصل. ويمكن إجراؤها لأمراض الركبة للمرضى الذين يعانون من تشوهات شديدة من التهاب المفاصل المتطور، والصدمات النفسية، أو هشاشة العظام الطويلة الأمد، قد تكون الجراحة أكثر تعقيدا وتحمل مخاطر أعلى. لكن هشاشة العظام لا تسبب عادة آلام في الركبة أوتشوه، أو الألتهاب وليست سببا لتنفيذ استبدال الركبة.
الأسباب الرئيسية الأخرى تشمل الآلام الموهنة مثل الغضروف المفصلي، وعيوب الغضروف، وآلام الأربطة الموهنة من هشاشة العظام وهو أكثر شيوعا في كبار السن.
جراحة استبدال الركبة يمكن أن تكون إستبدالا جزئياً أو استبدال الركبة بالكامل. في الاستبدال بصفة عامة تتكون من جراحة استبدال الأسطح المريضة أو التالفة للركبة بأجزاء معدنية أو بلاستيكية على شكل مكونات تسمح باستمرار حركة الركبة.
وهذه الجراحة تشتمل على ألم كالذى ينشأ بعد الجراحات الكبرى، وتشتمل إعادة التأهيل البدني لتقوية العضلات. وفترة الشفاء قد يكون 6 أسابيع أو أكثر، وربما تنطوي على استخدام الوسائل المعينة على التنقل (مثل الإطارات والمشي، والعصي، والعكاكيز) لتمكين عودة المريض للتنقل كما كان قبل الجراحة.
من خلال الجراحة يتم استئصال أسطح المفصل المصاب واستبدالها بمفصل صناعي. ويمكن أن تؤدي هذه الجراحة إلى تخفيف الألم وتحسين الحركة في مفصل الركبة.
هنالك بدائل أخرى لعملية استبدال مفصل الركبة مثل عملية تنظير المفصل arthroscopy أو عملية قطع العظم osteotomy، وفقا لعمر المريض وحالة المفصل.

## الاستخدامات الطبية
يتم عادة إجراء استبدال كامل لمفصل الركبة في أحد الحالات التالية: - كانت العلاجات الأخرى، مثل الأدوية أو الحقن بالاستيرويد والعلاج الطبيعي، لم تعد توقف الألم أو تساعد على حركة المفصل. كان الألم أو صعوبة الحركة السيئة في الركبة تعيق المريض عن ممارسة الأنشطة المعتادة. جراحة استبدال مفصل الركبة: أثناء الجراحة، يتم استئصال الغضروف التالف وأطراف عظام مفصل الركبة. ويتم إنشاء مفصل جديد باستخدام مفصل صناعي مصنوع من معدن وبلاستيك شديد القوة. ويمكن تثبيت أجزاء المفصل الجديد في موضعها باستخدام مادة لاصقة خاصة بالعظام. يشتمل المعدن على سطح مسامي ينمو عليه العظم بينما يلتئم لإحكام التثبيت، ويتم عادة تقديم المساعدة اللازمة للتمكن من الوقوف وبدء السير باستخدام مشاية يوم الجراحة أو اليوم التالي لها. قد يشعر المريض الذي يخضع للجراحة ببعض الألم أثناء فترة التئام الأنسجة واستعادة العضلات لقوتها. وينبغي أن يختفي هذا الألم خلال أسابيع قليلة، وقد يعطى المريض أدوية مسكنة لتخفيف الألم والمساعدة على التعافي من الجراحة. ومع المفصل الجديد والعلاج الطبيعي، يتمكن معظم المرضى من استئناف بعض الأنشطة الطبيعية التي كانوا يقومون بها.

## المخاطر
إنّ مخاطر وتعقيدات عمليّة استبدال الرّكبة كمثل باقي عمليّات استبدال الغضاريف. من أخطر المخاطر التي قد تحدث في هذه العمليّة هو خطر التهاب المفصل، وهذا يحصل ل أقل من 1% من المرضى. أمّا خطر تخثّر الوريد العميق فيصل إلى 15% , ويكون عَرَضيّاً بين 2-3%. الإصابات العصبيّة تحل ل1-2% من المرضى. إنّ الألم المستمر أو التّيبّس ينحصر بين 8-23% من المرضى. وأخيراً، فشل هذه العمليّة ينحصر لتقريباً 2% من المرضى ذو 5 أعوام.
تزيد المخاطر على المرضى الذين يخوضون عمليّة استبدال ركبة كاملة ويكون مفرط بالوزن. يُنصح للمرضى الذين لديهم بدانة مفرطة أن يخسر من وزنه قبل العمليّة، أو أن يخضع لعمليّة جراحيّة لعلاج البدانة.
إن كسر أو قطع سطح البولي إثيلين المدخل على الظنبوب قد يكون مقلقاً. قد تصبح هذه الشظايا مستقرة في الركبة وتخلق الألم أو قد تنتقل إلى أجزاء أخرى من الجسم. بسبب التطورات الأخيرة في الإنتاج فقد تقلصت الأخطار إلى حد كبير ولكن على مدى العمر الافتراضي لاستبدال الركبة هناك احتماليّة العودة لهذه المخاطر.

### تخثّر الوريد العميق
بموجب المستندات من الأكادميّة الأميركيّة لجرّاحي العظام (The American Academy of Orthopedic Surgeons (AAOS)) يُعتبر تخثر الوريد العميق " من أكثر التعقيدات السائرة في عمليّة استبدال الرّكبة... وقد تشمل الوقاية (من هذا الخطر) الارتفاع الدّوري لساقيّ المريض، تمارين للجزء السفلي من السّاق لتنشيط الدم فيها، ودعم لباس القدم والدّواء لترقيق الدّم."

### الكسور
لقد أصبحت كسور الأطراف الصّناعيّة المحيطة أكثر انتشاراً مع ازدياد عمر المريض، وقد يحصل هذا الخطر أثناء أو بعد العمليّة.

### فقدان الحركة
في بعض الأحيان، قد لا تعود الرّكبة إلى محيطها الاعتيادي للحركة (0-135 درجة في العادة)بعد استبدالها كلّيّاً. يعتمد معظم هذا على وظيفة الرّكبة ما قبل الجراحة. معظم المرضى يقدرون على تحقيق 0-110 درجة، لكن قد يتيبّس المفصل عند الحركة. في بعض الأحيان، يتم التّلاعب بالرّكبة وهي تحت تأثير المخدّر للحدّ من صلابة الرّكبة بعد العمليّة. هنالك العديد من المزروعات المصطنعة الّتي تزرع مع الرّكبة المستبدلة حتّى توفّر للرّكبة مجال أكثر للحركة.

### عدم استقرار
في حالاتٍ نادرة عند بعض المرضى، إن عظمة رأس الرّكبة يُخلع إلى الجُزء الخارجي من الرّكبة. هذا يولّد الكثير من الألم ويحتاج إلى عمليّة أحياناً حتّى تُسترجع راس الرّكبة إلى مكانها الصحيح.
كان هناك في الماضي خطر تفكّك المزروعات مع الوقت بسبب اللباس. لكن مع تطوّر التكنلوجيا الطبيّة، فقد نزل هذا الخطر بشكل ملحوظ. عمليّة استبدال الركبة قد تصمد لغاية 20 عاماً.

### التهاب
التّصنيف الحالي ل الأكادميّة الأميركيّة لجرّاحي العظام (AAOS) يقسم الاتهاب الصطناعي إلى أربعة أنواع.
- النوع 1 (أثناء العمليّة)
- النوع 2 (التهاب ما بعد العمليّة الباكر): وهذا يحصل خلال الشّهر الأوّل من بعد العمليّة.
- النوع3 (التهاب دموي حاد): موقع دموي كان سابق العمليّة يعمل بشكل جيّد.
- النّوع 4 (التهاب مزمن في وقت متأخّر): عندما يكون الالتهاب موجود لأكثر من شهر.

على الرّغم من ندرها، إلى أنّ التهاب الرّكبة الشّبه اصطناعيّة تبقى في صدارة أكثر الاتهابات تحدّيّاً للأطبّاء من ناحية تقويم مفصل الرّكبة. يبقى ملف تاريخ المريض الفيزيائي التفصيلي الأكثر الموثوقيّة لهذا الاتهاب. في بعض الحالات قد يولّد هذا الالتهاب علامات سريريّة تقليديّة كأي التهاب ثانٍ، وهم: ارتفاع في درجة حرارة الجسم، قشعريرة، ألم في المفاصل، وربّما استنزاف الجيوب الأنفيّة والدّراسات التّشخيصيّة تُنجز لتأكيد هذا التّشخيص. لكن في معظم الحالات لا توجد هذه العلامات السّريريّة، بل قد تتداخل مع مضاعفات أخرى مثل تخفيف المعقّم والألم.

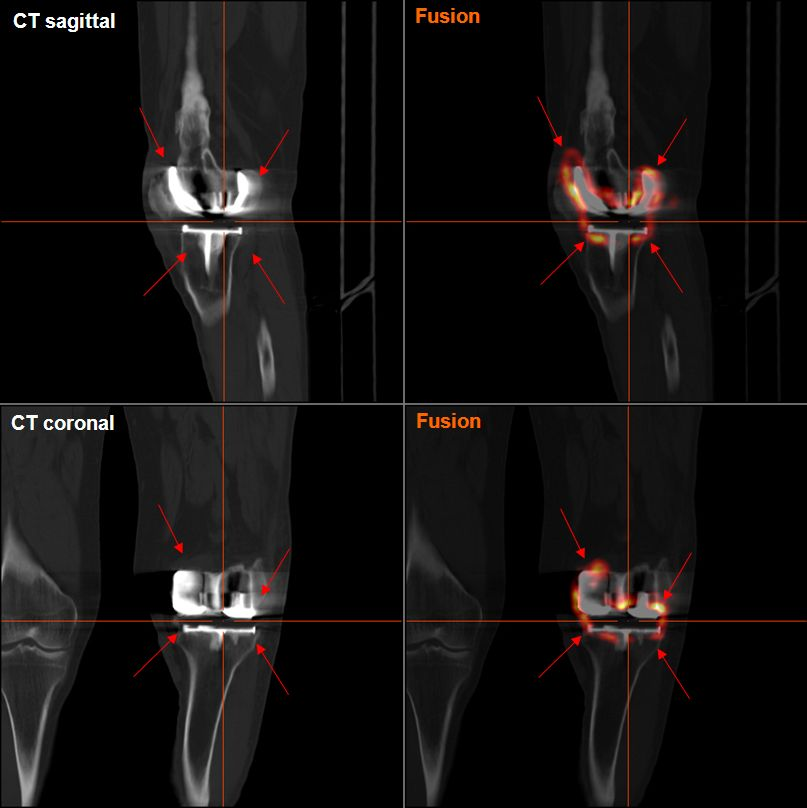
FDG-PET CT showing septic loosening of knee prothesis; the FDG-enrichment shows entensive inflammatory foci: demonstrative: the PET-image ist unlike the CT reconstruction not disturbed by the high radiation attenuation of the prothesis.

وفقاً لمراجعات حديثة، يمكن إجراء الإختبرات التّالية لتشخيص العدوى الاصطناعية.
- التّصوير الشّعاعي التّقليدي: لحذف أي حالات أخرى كالرّخاوة و/أو انحلال العظم.
- التّصوير النّوكليوتيدي: قد يكون التصوير بالتَّكنيشيوم (العنصر التاسع والتسعون) مع الإنديوم (العنصر المائة والواحد عشر) يوفّر أصناف أكثر من غيره. لا ينصح التصوير بالغاليوم (العنصر السّابع والستّين) وحده لإنّه لديه حساسيّة ضعيفة للالتهابات.و قد أُثبت أنّ مختصرالتَّصْويرُ المَقْطَعِيُّ بِالإِصْدارُ البوزيترونيّ يُبرز العديد من الأصناف والحساسيّات.
- الأمصال: ارتفاع مصل بروتين سي التفاعلي (CRP) وكرات الدم الحمراء معدل الترسيب (ESR) أكثر من ثلاثة أشهر بعد تقويم مفاصل تُعتبر فحوصات تنظيريّة جيدة.[11]
- زراعة: دقيق وحسّاس للغاية فقط إذا عمل خلال الأسبوعين اللذين يتلو العمليّة. تزداد دقّة الزّراعة إذا أدّت على مريض سريري على تحليلي.
- إحصاء كريات الدّم البيضاء عند المفصل: إذا كان العدد أكثر من 500/ μl فإنّ ذلك قد يشير إلى التهاب
- الأقسام (الأغشية) المزروعة المجمّدة: إذا وُجد أكثر من 5 كريات دم بيضاء فإنّ ذلك دلالة على التهاب.
- اختتبارات جديدة: تفاعل البلمرة التسلسلي يتضمّن العديد من الإيجابيّات الخاطئة لأنّه يحسب وجود جميع البكتيريا: الضّارة والمفيدة.[12]

لا يتضمّن ايّاً من هذه الاختبارات 100% من الدقّة أو الصّحّة لتشخيص حالة التهاب. تتحسّن نوعيّة الامتحان عندما يكون المريض سريري. ويبقى الفحوصات التّنظيريّة لارتفاع مصل بروتين سي التفاعلي (CRP) وكرات الدم الحمراء معدل الترسيب (ESR) خطوة أولى جيّدة. رشف المفصل يبقى الأفضل لإعطاء أعلى النّتائج للالتهاب.
يعتمد اختيار العلاج الملائم للالتهاب على نوع الالتهاب.
1. زراعات أثناء العمليّة الإيجابيّة: مضاد حيوي فقط
2. التهابات ما بعد العمليّة المبكرة: التنضير، والمضادات الحيوية، والإبقاء على بِدلة .
3. التهابات دمويّة حادّة: التنضير، والمضادات الحيوية، والإبقاء على بِدلة.
4. التهاب مزمن متأخّر: تأخُّر تقويم مفاصل الصرف. التنضير الجراحية والمضادات الحيوية الوريدية وحدها في هذه المجموعة قد يكون نجاحها محدودا، ومستوى الرعاية ينطوي على تبادل المفاصل.[14]

جرعات المضادّات الحيويّة اللازمة ستكون موجودة في هذه المحاضرة التعليميّة من AAOS.
إنّ عمليّة استبدال الركبة تُعرض على جيل الشّباب، لأنّهم المستقبل.

## هدف الجراحة
تهدف عملية استبدال مفصل الركبة إلى علاج تآكل الغضروف في مفصل الركبة، الذي يحدث غالباً نتيجة لالتهاب المفاصل المزمن، على اختلاف أنواعه، خصوصا الفصال العظمي Osteoarthritis، الذي يؤدي إلى تحديد قدرة المريض على تحريك مفصل الركبة، وتعتمد العملية على استبدال المفصل المصاب بمفصل ركبة اصطناعي.
تزداد نسبة الإصابة بالفصال العظمي مع التقدم بالسن، حيث يحدث تضيق في الحيز المفصلي السليم، وتنكشف العظمة إلى تجويف المفصل. مع مرور الوقت تظهر آلام كثيرة، تصلب مفصلي وتقييدات ملحوظة في الحركة، والتي لا تتيح للرجل بأن تتحرك بشكل سليم أثناء المشي. يتم إجراء هذه العملية للمرضى الذين لا تتحسن حالتهم بمساعدة العلاج المحافظ (ممارسة الرياضة، المعالجة الفيزيائية أو استخدام الأدوية المضادة للالتهاب)، وعندما لا يكون بوسع المريض مزاولة نشاطاته اليومية، مما يؤثر سلبا على جودة حياة المريض.

## إستعدادات ما قبل الجراحة
قبل إجراء عملية استبدال مفصل الركبة، يتم إرسال المريض لاجراء فحوصات، حسب الحاجة، وفقا لجيل المريض والأمراض التي يعاني منها. معظم المرضى الذين يخضعون لهذه العملية هم كبار في السن نسبياً، وغالبا ما يكونون بحاجة لاجراء فحوصات للدم والتي تشمل: العد الدموي الشامل، كيمياء الدم، تخثر الدم، فحص البول، ووظائف الكلى والكبد. بالإضافة إلى ذلك، يتم إجراء فحص تخطيط كهربية القلب وتصوير الصدر بالأشعة السينية للرجال فوق سن 55 والنساء سن 60.
يقوم الطبيب بارسال المريض لاجراء فحص تصوير للركبة، أحياناً يكتفي الطبيب باجراء فحص تصوير بالأشعة السينية، ولكن غالبا يتم إجراء فحص التصوير المقطعي المحوسب للركبة أو التصوير بالرنين المغناطيسي.
يتم إجراء عملية استبدال مفصل الركبة تحت تأثير التخدير العام أو الموضعي (نخاعي/فوق الجافية). يجب استشارة الطبيب الجراح بخصوص الأدوية التي يجب التوقف عن تناولها في الأيام التي تسبق إجراء العملية، ويجب الصوم بشكل كامل لمدة 8 ساعات قبل العملية.

## التقنية

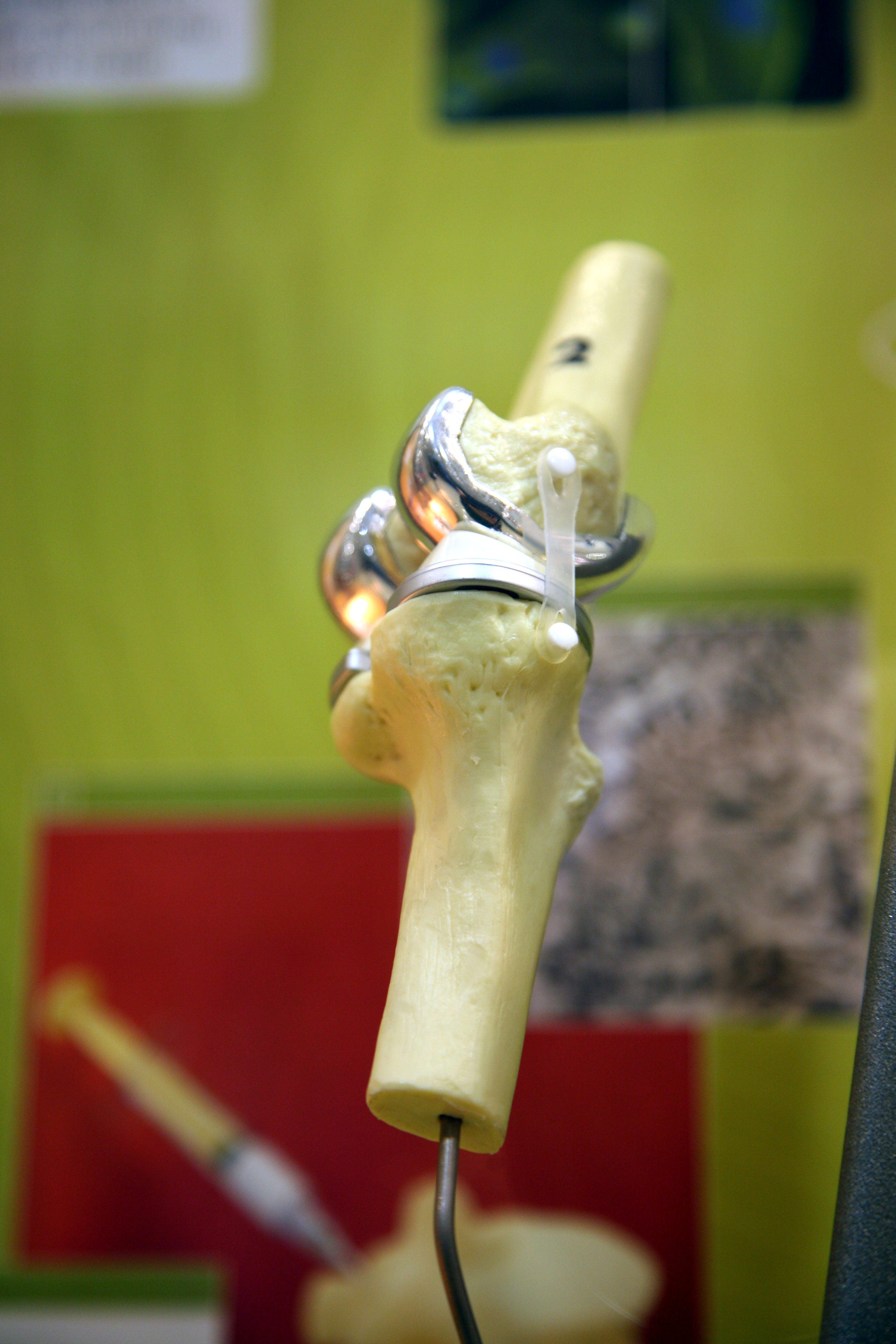
Model of total knee replacement

بعد إجراء تعقيم شامل لمنطقة العملية، يتم احداث شق بطول 8-12 سم في الجزء الأمامي من الركبة. عند كشف الحيز في مفصل الركبة، يقوم الجراح باخراج الأنسجة الغضروفية والعظمية الزائدة، التي تؤثر سلباً على الحيز في مفصل الركبة. لاحقا، يتم تعديل أسطح المفصل بحيث تستطيع احتواء المفصل الاصطناعي المركب من البلاستيك والمعدن. يتم الصاق المفصل الاصطناعي بعظمة الفخذ، الساق والرضفة، بواسطة مادة ملاطية أو مادة أخرى، تستعمل كمادة لاصقة فسيولوجية. من ثم، يتم تثبيت المفصل الاصطناعي إلى عضلات الركبة والأربطة الداعمة للمفصل، من أجل الحصول على أداء حركي في المفصل بشكل مماثل للوضع الطبيعي. يتكون الجزء الملتصق بعظمة الفخذ من معدن صلب وأملس، والذي يستطيع تحمل أوزان ثقيلة. يتم تغطية المفصل بضمادة مرنة.

## استبدال الفخذ
يُستخدم لوح الغضروف المفصلي بدل عظم الفخذ، مقلّداً حركته الطبيعيّة. أمّا على السّاق فالمحتوى مُسطّح، يُضاف عليها بولي إيثيلين حتّى يتحرّك وزن الجسم من الحديد إلى بلاستيك إلى حديد. خلال العمليّة، على الطبيب أن يصلّح أي تشوّه، وموازنة الأطراف حتّى تستطيع الرّكبة الحركة بمحيطٍ واسع وثابت. قد تُستبدل العظم المتحرّك في رأس الرّكبة بزر مصنوع من البولي إيثيلين، وويغرز على رأس الركبة بالاسمنت

## الأنواع
تختلف الصناعات والتكنيكات من بين صانع وآخر. ولا تُعرف ما هي أفضل وسيلة لصناعة هذه الأجهزة، لأنّها بحاجة إلى متابعة أعداد كبيرة المرضى من بعد خروجهم من المشفى لعددٍ من السنين. أكثر الاختلافات الملاحظة هي ما بين الأجهزة الّتي استُخدمت معها الاسمنت أم لا، وما بين إذا خرج رأش الركبة أم لا. ومن بين اللّذين لا تطفو رأس الرّكبة، هناك اختلاف أيضا إذا ستُضعف الرضفة أم لا.

## تأهيل ما بعد الجراحة
تعتمد المدّة السريريّة لما بعد العمليّة على صحّة المريض، وكمية المساعدة المتوفَّرة لهُ خارج المشفى (معدّل 5 ايّام). يُستحبذ أن يمشي المريض بدايةً على العكّازات أو مشّاية، حتّى تُعافى العضلات الرّباعيّة الرّؤوس تستعيد قوّتها.
يبدأ المريض بالعلاج الطبيعي والعملي ليسترجع قوّته، وحركته، وطبيعة عمل جسده. يتضمّن العلاج تحفيز المريض بالبدء بالمشي فورما ينتهي من العمليّة. غالباً ما تُغطّى محيط الركة في أوّل أسبوعين من العلاج. بعد ستّة أسابيع، يكون المريض قد تحمّل وزنه كاملاً مع العكّازات. للشّفاء الكامل من العمليّة، يحتاج المريض ثلاثة أشهر أو أكثر.لتكون العمليّة سلسة ومن دون مخاطر، فعلى المريض أن يستمر بالمشي كلّ يوم.
بعض الأطباء والمرضى قد يأخذوا بعين الاعتبار الكشف عن الخثار الوريدي العميق (الكشف عن الجلطة) بعد استبدال الركبة عن طريق الموجات فوق الصوتية. ومع ذلك، لا ينبغي أن يتم هذا النوع من الفحص بشكل روتيني لأنّه سيكون من الرعاية الصحية التي لا داعي لها . إذا كانت هناك حالة طبية موجودة التي يمكن أن تسبب جلطة، يمكن للطبيب اختيار العلاج بالعلاج المائي أو ضغط هوائي متقطع كإجراء وقائي .